# Angie Dickinson
Angie Dickinson, nascida Angeline Brown (Kulm, 30 de setembro de 1931), é uma atriz estadunidense que fez trabalhos para a televisão e o cinema, talvez melhor conhecida como Sargento Leann "Pepper" Anderson em Police Woman.

## Filmografia

### No cinema
- 1954 – Lucky Me (Com o Céu no Coração)
- 1955 – Tennessee's Partner (A Audácia é Minha Lei)
- 1955 – The Return of Jack Slade
- 1955 – Man with the Gun (Armado Até os Dentes)
- 1956 – Hidden Guns
- 1956 – Down Liberty Road
- 1956 – Tension at Table Rock (Marcados Pela Violência)
- 1956 – Gun the Man Down (Atirar Para Matar)
- 1956 – The Black Whip (O Chicote Negro)
- 1957 – Shoot-Out at Medicine Bend
- 1957 – China Gate (No Umbral da China)
- 1957 – Calypso Joe
- 1958 – I Married a Woman
- 1958 – Cry Terror! (Grito de Terror)
- 1959 – Rio Bravo (Onde Começa o Inferno)
- 1960 – I'll Give My Life
- 1960 – The Bramble Bush (Espinhos da Carne)
- 1960 – Ocean's Eleven (Onze Homens e um Segredo)
- 1961 – A Fever in the Blood (Escândalos Ocultos)
- 1961 – The Sins of Rachel Cade (Um Raio Em Raio Sereno)
- 1962 – Rome Adventure (O Candelabro Italiano)
- 1962 – Jessica (A Greve do Sexo)
- 1963 – Captain Newman, M.D. (Pavilhão 7)
- 1965 – The Art of Love (Artistas do Amor)
- 1966 – The Chase (Caçada Humana)
- 1966 – Cast a Giant Shadow (A Sombra de Um Gigante)
- 1966 – The Poppy Is Also a Flower (O Ópio Também é Uma Flor)
- 1967 – Point Blank (A Queima-Roupa)
- 1967 – The Last Challenge (O Pistoleiro do Rio Vermelho)
- 1969 – Sam Whiskey (Sam Whiskey, o proscrito)
- 1969 – Some Kind of a Nut (Um Tipo Meio Louco)
- 1969 – Young Billy Young (O Pistoleiro Marcado)
- 1971 – Pretty Maids All in a Row (Garotas Lindas Aos Montes)
- 1971 – The Resurrection of Zachary Wheeler
- 1972 – Un homme est mort (Os Gangsters Não Esquecem)
- 1974 – Big Bad Mama (A Mulher da Metralhadora)
- 1979 – L'homme en colère
- 1980 – Klondike Fever
- 1980 – Dressed to Kill (Vestida Para Matar)
- 1981 – Charlie Chan and the Curse of the Dragon Queen
- 1981 – Death Hunt
- 1987 – Big Bad Mama II (Big Bad Mama - A Mulher da Metralhadora)
- 1993 – Even Cowgirls Get the Blues (Até as Vaqueiras Ficam Tristes)
- 1995 – Sabrina
- 1996 – The Maddening
- 1996 – The Sun, the Moon and the Stars
- 2000 – The Last Producer
- 2000 – Duets (Duets - Vem Cantar Comigo)
- 2000 – Pay It Forward (A Corrente do Bem)
- 2001 – Big Bad Love
- 2001 – Ocean's Eleven (Onze Homens E Um Segredo)
- 2004 – Elvis Has Left the Building

### No telefilme
- 1968 – A Case of Libel
- 1970 – The Love War
- 1971 – Thief
- 1971 – See the Man Run
- 1973 – The Norliss Tapes
- 1974 – Pray for the Wildcats
- 1977 – A Sensitive, Passionate Man
- 1978 – Ringo
- 1978 – Overboard
- 1979 – The Suicide's Wife
- 1981 – Dial M for Murder
- 1982 – One Shoe Makes It Murder
- 1984 – Jealousy
- 1984 – A Touch of Scandal
- 1987 – Stillwatch
- 1987 – Police Story: The Freeway Killings
- 1988 – Once Upon a Texas
- 1989 – Fire and Rain
- 1989 – Prime Target
- 1991 – Kojak: Fatal Flaw
- 1992 – Treacherous Crossing
- 1996 – Remembrance
- 1997 – Deep Family Secrets
- 1997 – The Don's Analyst
- 1999 – Sealed with a Kiss
- 2009 – Mending Fences

### Na televisão
- 1954 – I Led 3 Lives
- 1954 – The Mickey Rooney Show
- 1954 – Death Valley Days
- 1955 – City Detective
- 1955 – Buffalo Bill, Jr.
- 1955 – Matinee Theatre
- 1955 – It's a Great Life
- 1956 – General Electric Theater
- 1956 – It's a Great Life
- 1956 – The Life and Legend of Wyatt Earp
- 1956 – Chevron Hall of Stars
- 1956 – Four Star Playhouse
- 1956 – The Millionaire
- 1956 – Schlitz Playhouse of Stars
- 1956 – Broken Arrow
- 1957 – The Gray Ghost
- 1957 – Gunsmoke
- 1957 – Cheyenne
- 1957 – Alcoa Theatre
- 1957 – Have Gun – Will Travel
- 1956–57 – The Lineup
- 1957 – M Squad
- 1957 – Meet McGraw
- 1958 – The Restless Gun
- 1958 – Perry Mason
- 1958 – The Bob Cummings Show
- 1958 – Tombstone Territory
- 1958 – State Trooper
- 1958 – Colt .45
- 1958 – Studio 57
- 1958 – The People's Choice
- 1958 – Mike Hammer
- 1958 – Target
- 1958 – Northwest Passage
- 1958 – Man with a Camera
- 1959 – Wagon Train
- 1959 – Men Into Space
- 1960 – Lock-Up
- 1962 – Checkmate
- 1962 – The Alfred Hitchcock Hour
- 1962 – The Dick Powell Show
- 1964 – The Fisher Family
- 1965 – The Fugitive
- 1965 – The Man Who Bought Paradise
- 1965 – The Alfred Hitchcock Hour
- 1965 – Dr. Kildare
- 1966 – The Virginian
- 1966 – Bob Hope Presents the Chrysler Theatre
- 1971 – The Man and the City
- 1972 – Ghost Story
- 1973 – Hec Ramsey
- 1974 – Police Story
- 1974–78 – Police Woman
- 1978 – Pearl
- 1982 – Cassie & Co.
- 1984 – Hollywood Wives
- 1991 – Empty Nest
- 1993 – Wild Palms
- 1993 – Daddy Dearest
- 1997 – Diagnosis Murder
- 1997 – Ellen
- 1997 – George & Leo
- 1997 – The Larry Sanders Show
- 2004 – Judging Amy